# Eriosoma rileyi
Eriosoma rileyi är en insektsart som beskrevs av Thomas 1878. Eriosoma rileyi ingår i släktet Eriosoma och familjen långrörsbladlöss. Inga underarter finns listade i Catalogue of Life.